# Norialsus elytropappi
Norialsus elytropappi är en insektsart som beskrevs av Van Stalle 1986. Norialsus elytropappi ingår i släktet Norialsus och familjen kilstritar. Inga underarter finns listade i Catalogue of Life.